# Decatropis bicolor
Decatropis bicolor är en vinruteväxtart som först beskrevs av Joseph Gerhard Zuccarini, och fick sitt nu gällande namn av Ludwig Radlkofer. Decatropis bicolor ingår i släktet Decatropis och familjen vinruteväxter. Inga underarter finns listade i Catalogue of Life.